# Балсам
Балсами (терпентини) се наричат особени сокове, изтичащи от растенията. Съдържат етерични масла и смоли. Те са неразтворими във вода, за разлика от гумите.
Изложени на въздуха, балсамите изгубват етеричното си масло и се превръщат в смоли. Смолите бързо изветряват и стават на люспи.

## Етимология
През тур. balsam < перс. بلساز, което от своя страна е от старогр. βάλσαμον, от финикийски bāśām. Думата е заета и в лат. balsamum, откъдето са западноевроп. и рус. форма със -з- вместо -с-.

## Категории балсам
Според свойствата си балсамите биват благородни и обикновени.

### Благородни
Към тях спадат венецианския, страсбургския и канадския терпентин. Съдържат 20 – 30% етерично масло. Имат приятен мирис и придават на боите емайлност и възможност за голяма нюансировка. Лесноразтварими в терпентиново масло, етер, бензин и петрол. В спирт и амоняк не стават мътни. Разтопени в блажни масла, се съединяват с тях, при изстиване обаче отново се отделят.

### Обикновени
Включват копайва балсамът, боровите терпентини и елемовия балсам. Миришат неприятно и не могат да служат за целите на живописта. Стават мътни, с жълтеникав или отиващ към черно цвят, в разтвори със спирт или амоняк. Служат за добиването на долнокачествени терпентинени масла. Получените от балсамите смоли, като колофон и др., са много долнокачествени.

## Видове

### Венециански терпентин
Добива се от листопадния бор чрез наранявания на дънерите. Най-доброкачествен венециански терпентин се добива в Триентинската област в Италия, в Южна Франция, Северна Испания, Гърция и Русия. Чистият венециански терпентин има жълт до тъмнокафен цвят, полутечен, до много гъст и разтеглив, мирише приятно, прозрачен или много малко замътен. Количеството етеричното масло определя гъстотата му, а наличието или отсъствието на кристали от абатинова (абиетинова) киселина определят бистротата му.
Разтваря се във всякаква пропорция в терпентиново масло и в блажни масла. Процеса се ускорява във водна баня. Венецианскияг терпентин се разтваря, без да потъмнее, в 80% алкохол, както и в амоняк в пропорция 5:1 амоняк към венециански терпентин. Разтваря се още в етер и бензин. Не жълтее. Придава на боити емайлен характер и много приятен гланц.
Намира широко приложение в живописта. Смесен със сгъстено на слънцето ленено масло и терпентиново-смолести фирниси е бил употребяван от Тициан, Рубенс и други стари майстори. Ван Дайк е употребявал венецианския терпентин, разреден с терпентиново масло, като промеждутъчен фирнис.

### Страсбургски терпентин
Страсбургският терпентин се получава от бял бор. Добива се от Алпите, на о-в Хиос и др. Прозрачен е ислабо жълтее. Има всички положителни и много ценни за живописта свойства на венецианския терпентин, поради което намира широко приложение. Бил е употребяван от немските художници на Рейнската школа и старите фламандски майстори като съставна част от разредителите на боите.

### Канадски балсам
Канадският балсам е близък по състав на страсбургския терпентин – почти безцветен, прозрачен и чист. Засъхнал не дава кристали и не чернее, поради което служи като лепило в оптиката за слепване на лещи. Служи и като прибавка при направата на бои и като съставна част на разредителите на боите.

### Изкуствени терпентини
Добиват се при дестилирането на долнокачествени смоли. Служат за подправка на благородните балсами.

### Обикновени терпентини
Добиват се от борове, чамове и хвойни. Имат неприятен мирис. От тях се добиват долнокачествени терпентинови масла и нетрайната мека смола колофон.

### Копайва балсам
Добива се от южноамериканското растение от рода на Copaifera. Състои се от етерично масло и мека смола в различни пропорции, които определят колко са светли и гъсти. Разяжда долните слоеве от боя и от разядена боя горните слоеве потъват, вследствие на което пожълтяват и почерняват, а след време дори се и напукват. Затова копайва балсамът може да се употреби само като съставна част на бои, с които ще се работи без много повтаряния. Заради разяждащото си свойство се употребява при регенерационния метод на Петенкофер. Копайва балсамът е отличен като чистител и регенератор при реставрирането. Има свойството да възстановява стара чуплива линоксинна кожичка на лененото масло. Изпъва я, ако е набръчкана, и я поддържа в това състояние. От него също така се избистрят потъмнели стари картини.
Пара е най-доброкачествен копайва балсам. Състои се от 90% етерично масло, с приятен мирис и светложълт на цвят. По-нискокачесвени са маракайбо и ангостура, а най-долнокачествени са гюрон и сегура балсам. Последните не се употребяват нито в живописта, нито при реставрирането, защото съдържат много голямо (40 – 50%) количество нетрайна мека смола.

### Елеми балсам
Има светложълт и жълтомлечен цвят. Употребява се при реставрирането, заради свойството си да разяжда, подобно на копайва балсама. Смолата му лесно изветрява и боите, направени с него, се покриват с кристали.

## Приложение
От древността са ползвани различни смоли за лечебни цели. Пример за това е „балсамът от Галаад“, споменат в Библията – ароматна смола, използвана за изцеляване на рани (Бит. 43:11; Ерем. 8:22; 46:11; 51:8). Храстът, даващ смолата, от която бил правен балсамът, растял толкова обилно в Галаад (територии от днешно Кралство Йордания) по времето на Стария завет, че балсамът станал известен като „балсамът от Галаад“ (Бит. 37:25; Езек. 27:17).
Балсамовото масло се ползвало за направата на тамян и благовония и било изключително скъпа стока в Близкия изток. Участва в състава на обредното масло за помазване.
Балсамите имат широко приложение в козметиката (балсами за устни, бои за коса и др.).
В изобразителното изкуство, при направата на бои, имат приложение само благородните балсами, и то в много малки количества. Същите намират приложение най-много като съставни части на разредителите за маслени бои или на някои от темперните емулсии.

## Други значения
Балсам преносно има значението на лек, утеха. Ползва се като синоним на аромат.
„Балсам за душата. 365 послания за всеки ден“ – книга с автор д-р Бърни Сийгъл
Да не се бърка с балсамиране.